# Tândală
Tândală este un personaj fictiv din folclorul românesc. Numele său provine din verbul a tândăli - cu sensul de a pierde vremea fără a face nimic bun sau a lucra încet și cu lene. Substantivul Tândală semnifică un om care nu este bun de nimic, care lucrează fără niciun sens si este un leneș, care face nimic și să aibă vreun rost.